# Ozono Televisión
Ozono Televisión es un canal de televisión abierta peruano que emite desde Trujillo. Fue lanzado al aire el 23 de agosto de 2008 como un canal de información cuya temática recurrente es el cuidado del medio ambiente.
Posee su propio bloque de noticias, Noticiero 41, de tres ediciones diarias que relata temas de actualidad de Trujillo y la región norte del país.